# A–3 Skywarrior
Az A–3 Skywarrior (korábban A3D) amerikai stratégiai bombázó repülőgép, melyet az Amerikai Haditengerészet az 1950-es évek közepétől üzemeltetett. 39 évig állt szolgálatban és ezzel a leghosszabb szolgálati idejű hajófedélzeti repülőgép az amerikai haditengerészetnél. Hivatalos neve mellett a Whale, vagyis „Bálna” becenevet kapta. Belőle fejlesztették ki az Amerikai Légierő számára a B–66 Destroyer könnyűbombázót.

## Története
Az A–3 Skywarriort az 1950-es években az amerikai haditengerészeti légierő nukleáris bombázójának szánták, de a flotta végül más típusokat jelölt ki erre a feladatra. A Skywarriornak meg kellett hát újulnia, azaz más feladatköröket kellett betöltenie. Hosszú éveken át légi utántöltésre, elektronikus és fotófelderítésre, elektronikus hírszerzésre, szállító feladatokra és kiképzőrepülésekre használták. Bombázásra nem. A Skywarrior XA3D–1 jelű prototípusa 1952. október 28-án szállt fel első ízben a kaliforniai Edwards Légibázisról. A gyártás során két fő változat készült. Az első az A3D–1 volt, amelyből 50 darab készült a Douglas gyártósorain. Az erősebb, módosított változat az A3D–2 volt, amelyből sokkal többet, 230-at gyártottak. Valamennyi alváltozat erre a két alaptípusra épült, elsősorban az A3D-2-re.
Mivel a repülőgéptípusok jelölésének rendszere egyre kaotikusabb formát kezdett ölteni, 1962-től valamennyi haderőnemnél egységesítették és egyszerűsítették azt. 1962-től tehát az A3D–1-ből A-3A lett, az A3D–2 pedig A–3B. A különböző változatok feladatát az A betű előtti további betűjelzés tette egyértelművé.

## Típusváltozatok
- XA3D–1 – prototípus
- A3D–1 – 50 darab készült
- A3D–2 – 230 darab készült
- KA–3B – légi utántöltő feladatokat látott el
- EKA–3B – légi utántöltésre és elektronikus hadviselésre egyaránt alkalmas változat
- EA–3B – elektronikus ellentevékenységre és felderítésre kialakított változat
- TA–3B – navigációs és harcászati kiképzésre specializált változat
- RA–3B – fotófelderítő változat
- ERA–3B – elektronikai felderítésre és kommunikációs ellentevékenységre specializált változat

## Alkalmazása
Részt vett a vietnámi háborúban többféle feladatkörben (légi utántöltés, felderítés, elektronikai ellentevékenység). Az A–3-asok részt vettek az 1991-es Öbölháborúban, majd még abban az évben elbúcsúztak az aktív haditengerészeti szolgálattól.

### Fordítás
- Ez a szócikk részben vagy egészben  a   Douglas A-3 Skywarrior című angol Wikipédia-szócikk ezen változatának fordításán alapul.  Az eredeti cikk szerkesztőit annak laptörténete sorolja fel. Ez a jelzés csupán a megfogalmazás eredetét és a szerzői jogokat jelzi, nem szolgál a cikkben szereplő információk forrásmegjelöléseként.